# Hồ Belton

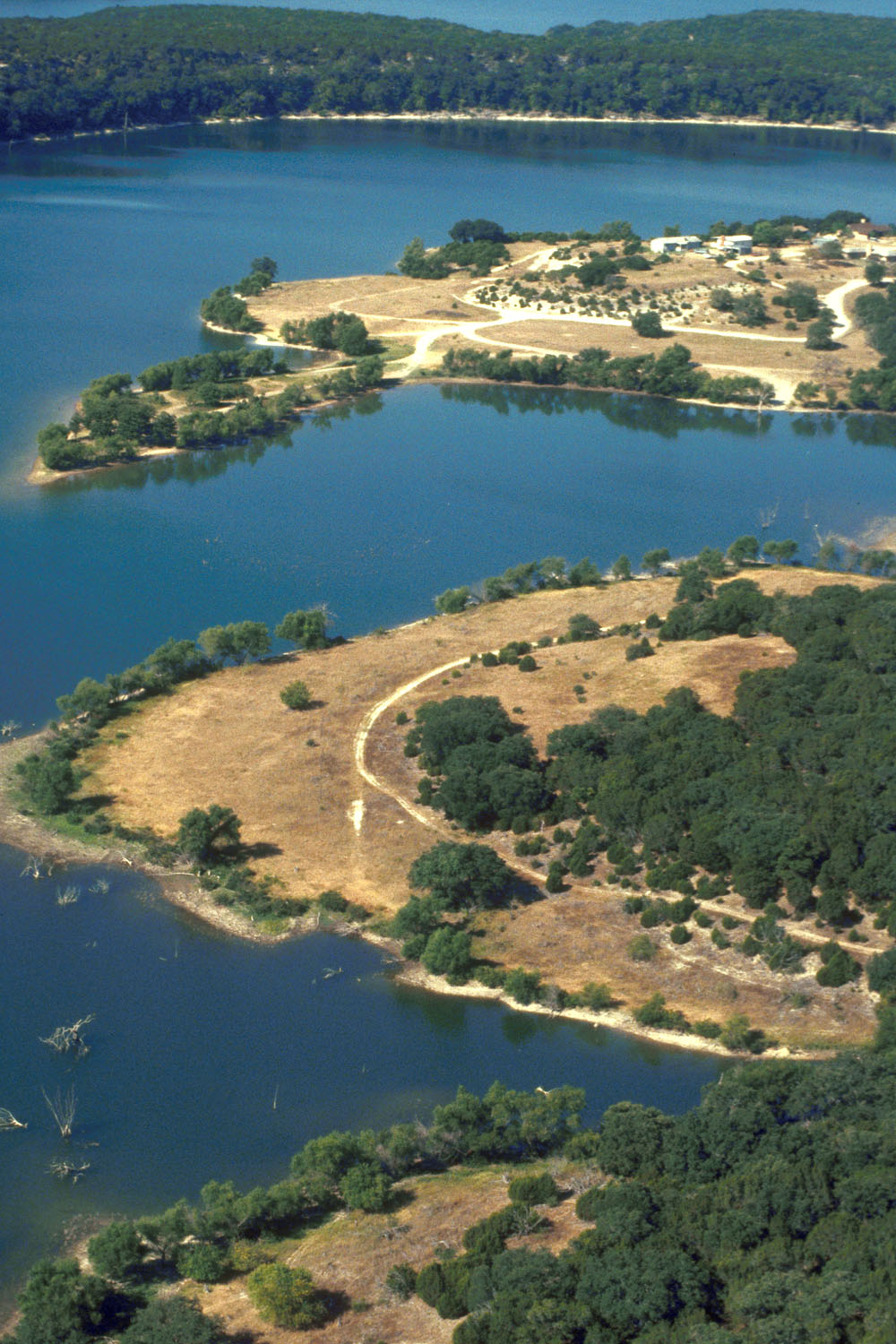
Một phần hồ Belton.

Hồ Belton là một hồ chứa nước  của Quân đoàn kỹ sư Quân đội Mỹ, nằm trên sông Leon ở trong lưu vực sông Brazos, 5 dặm (8 km) về phía tây bắc của Belton, Texas, Mỹ. Hồ nằm trong cả quận Bell và quận Coryell.  Đập Belton và hồ này đều thuộc quản lý của  Fort Worth District của Quân đoàn kỹ sư Quân đội Mỹ.  Hồ này được chính thức tạo ra năm 1954 để kiểm soát lũ lụt và cung cấp nước uống cho Belton, Temple, và các cộng đồng xung quanh.  Hồ này cũng là một điểm đến giải trí. Hồ này là nơi cư ngụ của nhiều loại cá.
Các hoạt động vui chơi giải trí ở khu vực này gồm có chèo thuyền và câu cá...